# Mistrzostwa Europy w biegach przeszkodowych (OCR)
Mistrzostwa Europy w biegach przeszkodowych (OCR) - coroczne zawody sportowe, w trakcie których wyłaniani są mistrzowie Europy w biegach przeszkodowych, organizowane przez Europejską Federację Sportów Przeszkodowych (EOSF). Pierwsza edycja odbyła się w 2016 roku w holenderskiej miejscowości Wijchen na której zostali wyłonieni Mistrzowie Europy elity mężczyzn i kobiet w formule standard. W kolejnych dwóch edycja dodatkowo wyłoniono triumfatorów w konkurencji elity mężczyzn i kobiet w formacie short oraz w sztafecie męskiej, sztafecie żeńskiej oraz sztafecie mieszanej. W 2019 roku mistrzostwa odbyły się w Gdyni, gdzie nie rozgrywano sztafety mieszanej natomiast wprowadzono dwie nowe konkurencje, mianowicie bieg elity mężczyzn i kobiet w formacie ninja track (dystans ultrakrótki).

## Mistrzostwa Europy
| Edycja | Rok  | Miejsce       |
| ------ | ---- | ------------- |
| I      | 2016 | Wijchen       |
| II     | 2017 | Flevonice     |
| III    | 2018 | Esbjerg       |
| IV     | 2019 | Gdynia        |
| V      | 2022 | Val di Fiemme |

## Medaliści

### Elita mężczyzn - formuła standard
| Rok i miejsce      | Złoty medal    | Srebrny medal        | Brązowy medal         |
| ------------------ | -------------- | -------------------- | --------------------- |
| 2016 Wijchen       | Michal Rajniak | Grégorie Rezzonico   | Thibault Debusschere  |
| 2017 Flevonice     | Jonathan Albon | Michal Rajniak       | Siergiej Pelerygin    |
| 2018 Esbjerg       | Jonathan Albon | Thibault Debusschere | Albert Soley Castells |
| 2019 Gdynia        | Tomasz Oślizło | Artsiom Tochka       | Thomas Buyle          |
| 2022 Val di Fiemme | Thomas Buyle   | Eugenio Bianchi      | Dani García Gómez     |

### Elita kobiet - formuła standard
| Rok i miejsce      | Złoty medal              | Srebrny medal     | Brązowy medal                 |
| ------------------ | ------------------------ | ----------------- | ----------------------------- |
| 2016 Wijchen       | Zuzana Kocumová          | Freya Martin      | Alejandra De Castro Sardinero |
| 2017 Flevonice     | De Vries Lisan           | Zuzana Kocumová   | Karin Karlsson                |
| 2018 Esbjerg       | Eszter Hortobágyiová     | Katja Christensen | Lorena González Mira          |
| 2019 Gdynia        | Katja Christensen        | Karin Karlsson    | Lorena González Mira          |
| 2022 Val di Fiemme | Ida Mathilde Steensgaard | Ulrikke Evensen   | Alisa Pietrowa                |

### Elita mężczyzn - formuła short
| Rok i miejsce      | Złoty medal    | Srebrny medal         | Brązowy medal  |
| ------------------ | -------------- | --------------------- | -------------- |
| 2017 Flevonice     | Jonathan Albon | Anton Suzdalev        | Pavel Krejci   |
| 2018 Esbjerg       | Leon Kofoed    | Albert Soley Castells | Pavel Krejci   |
| 2019 Gdynia        | Leon Kofoed    | Siergiej Silin        | Dawid Hajnos   |
| 2022 Val di Fiemme | Jesse de Heer  | Siergiej Perelygin    | Jonas Drescher |

### Elita kobiet - formuła short
| Rok i miejsce      | Złoty medal              | Srebrny medal            | Brązowy medal      |
| ------------------ | ------------------------ | ------------------------ | ------------------ |
| 2017 Flevonice     | Elin Harkonen            | Viola Riechert           | Tereza Schejbalova |
| 2018 Esbjerg       | Elin Härkönen            | ---                      | ---                |
| 2019 Gdynia        | Karin Karlsson           | Katja Christensen        | Ulrikke Evensen    |
| 2022 Val di Fiemme | Ida Mathilde Steensgaard | Katrine Haaland Leveraas | Katja Christensen  |

### Elita mężczyzn - ninja track / 100 metrów
| Rok i miejsce      | Złoty medal    | Srebrny medal     | Brązowy medal   |
| ------------------ | -------------- | ----------------- | --------------- |
| 2019 Gdynia        | Vitek Svoboda  | Jakub Zawistowski | Witalij Potapov |
| 2022 Val di Fiemme | Dimitri Houlès | Jakub Zawistowski | Robert Bandosz  |

### Elita kobiet - ninja track / 100 metrów
| Rok i miejsce      | Złoty medal        | Srebrny medal    | Brązowy medal      |
| ------------------ | ------------------ | ---------------- | ------------------ |
| 2019 Gdynia        | Katja Christensen  | Anastazja Larina | Karolina Pisarczyk |
| 2022 Val di Fiemme | Katarzyna Jonaczyk | Paula Kulig      | Lizaweta Sawinawa  |

### Sztafeta męska
| Miejsce            | Złoty medal                                                                     | Srebrny medal                                                           | Brązowy medal                                                              |
| ------------------ | ------------------------------------------------------------------------------- | ----------------------------------------------------------------------- | -------------------------------------------------------------------------- |
| 2017 Flevonice     | inverse&olllu.racers                                                            | Team OCR Heroes                                                         | Hang On                                                                    |
| 2018 Esbjerg       | Team Hang On the Netherlands                                                    | Urban-Sky Team Elites men                                               | Inverse Olllu Racers                                                       |
| 2019 Gdynia        | Team Urban Sky Elite - Thibault Debusschere - Jensen Blondeel - Thomas Buyle    | Russian Federation - Iwan Diegtiariew - Siergiej Silin - Anton Suzdalev | Team Poland - Grzegorz Szczechla - Sebastian Kasprzyk - Mateusz Demczyszak |
| 2022 Val di Fiemme | Team Hang on the Netherlands 1 - Jesse de Heer - Stijn Lagrand - Frank Oosterom | Team OCR World - Sergiej Perelygin - Jegor Biełousow - Iwan Diegtiariew | Ita Men 1 - Gianmaria Savani - Loris Pintarelli - Raffaele Depedri         |

### Sztafeta żeńska
| Miejsce            | Złoty medal                                                                             | Srebrny medal                                                                            | Brązowy medal                                                  |
| ------------------ | --------------------------------------------------------------------------------------- | ---------------------------------------------------------------------------------------- | -------------------------------------------------------------- |
| 2017 Flevonice     | racing raccoons                                                                         | Vengadores BeOne BRILAT (F)                                                              | OPISO                                                          |
| 2018 Esbjerg       | KatAniMic by fussion                                                                    | racing raccoons                                                                          | Czech Republic Women                                           |
| 2019 Gdynia        | Team MIU - "Seen from behind" - Ida Mathilde Steensgaard - Maria Lund - Ulrikke Evensen | KatAniMic PowerTrio - Annika Højrup Runegaard Thomsen - Katja Christensen - Mica Framvig | Mud Monkeys - Pia Wagner - Carina Bungard - Viola Riechert     |
| 2022 Val di Fiemme | Team Poland Woman - Marta Łosin - Małgorzata Daszkiewicz - Klaudia Szuba-Łata           | German Girls Power - Ludmilla Hertle - Maylin Segger - Pia Wagner                        | Ita Woman 1 - Laura Catti - Federica Toni - Dinahlee Calzolari |

### Sztafeta mieszana
| Miejsce            | Złoty medal                                                         | Srebrny medal                                                                 | Brązowy medal                                                                           |
| ------------------ | ------------------------------------------------------------------- | ----------------------------------------------------------------------------- | --------------------------------------------------------------------------------------- |
| 2017 Flevonice     | OCR Training Denmark // Inov8                                       | Czech Republic                                                                | FADA TR1BE OCR                                                                          |
| 2018 Esbjerg       | Team OCRvest.eu                                                     | Czech Republic Mix                                                            | Hero Race Team                                                                          |
| 2022 Val di Fiemme | OCR Stars - Natalia Studenikina - Oleg Balatskii - Walera Czebrukow | Fixyou Sports Clinic - Leon Andersen - Nikolaj Dam - Ida Mathilde Steensgaard | Team Hang on the Netherlands 1 - Alexander Kosterman - Dominique Blom - Maarten Herkens |